# Casteria douvillei
Casteria douvillei is een eenoogkreeftjessoort uit de familie van de Pionodesmotidae. De wetenschappelijke naam van de soort is voor het eerst geldig gepubliceerd in 1936 door Mercier.